# Mário Silva (football)
Pour les articles homonymes, voir Magalhães, Mário Silva et Silva.
Mário Fernando Magalhães da Silva dit Mário Silva, né le 24 avril 1977 à Porto, est un footballeur international portugais, reconverti entraîneur. Il est l’actuel entraîneur d’Al-Najma SC en Arabie Saoudite.

## Palmarès
- Troisième de la Coupe du monde des moins de 20 ans 1995 avec le Portugal
- Champion de France en 2001 avec le FC Nantes
- Champion du Portugal en 2002 et 2003 avec le FC Porto
- Vainqueur de la Coupe du Portugal en 1997 et 2003 avec le FC Porto
- Vainqueur de la Supercoupe du Portugal en 1997 et 2001 avec le FC Porto